# Theuma schreineri
Theuma schreineri är en spindelart som beskrevs av William Frederick Purcell 1907. Theuma schreineri ingår i släktet Theuma och familjen Prodidomidae. Inga underarter finns listade i Catalogue of Life.